# Rebelde (canção)
"Rebelde" é uma canção do grupo pop mexicano RBD, gravada para o seu primeiro álbum de estúdio homônimo (2004). A canção, escrita por Carlos Lara e Max di Carlo, foi tema de abertura da telenovela Rebelde (2004–06) e figurou em algumas paradas musicais pelo mundo, tendo chegado ao topo da parada musical mexicana, além de ter sido certificada com disco de ouro no Brasil, pelos mais de cinquenta mil downloads digital.
Segundo o jornal norte-americano The New York Times, a canção é, ao lado de "Nuestro Amor", um dos maiores singles do grupo, tendo sido usada para diversos fins, incluindo campanhas políticas. Em 2005, o político e advogado Enrique Peña Nieto, que concorria ao cargo de governador do Estado do México, usara a canção do RBD como sua música oficial de campanha.
"Rebelde" foi regravada em língua portuguesa e lançada posteriormente na edição brasileira do disco Rebelde (2005). A obra, cantada pelos próprios integrantes do RBD, foi traduzida e produzida por Cláudio Rabello.

## Apresentações ao vivo
A canção foi performada em diversas ocasiões, incluindo programas de televisão, nas rádios e, principalmente, nos shows do grupo. As primeiras apresentações ao vivo da música aconteceram ainda em 2004, quando o grupo participava da divulgação da telenovela Rebelde.

## Vídeo musical

Cena do vídeo em que o RBD se apresenta em uma espécie de galpão vazio.

O vídeo oficial da canção "Rebelde" foi lançado em 2004 pela gravadora Capitol Records e em 15 de fevereiro de 2006 foi lançado para download digital através do iTunes. O vídeo foi dirigido pelo produtor e empresário do grupo, Pedro Damián. Em 2009, o vídeo oficial da canção foi publicado na conta Vevo da gravadora EMI Music no Youtube e no portal de vídeos musicais Vevo, porém, em virtude da perda da licença por parte da gravadora para comercializar os produtos do grupo no Brasil, os vídeos foram removidos de ambos os portais.

O vídeo de "Rebelde" contém cenas diversas, gravadas em locais de diferentes, tais como uma piscina, uma garagem abandonada e um salão de festas. Todos estes locais, no entanto, estão localizados no interior de um grande castelo, no qual o vídeo foi gravado. Além dos integrantes do RBD, o vídeo mostra os demais personagens da telenovela Rebelde, os quais interagem com o grupo, fazendo a coreografia e cantando a música. Este videoclipe, assim como a maioria dos outros vídeos vídeos musicais gravados pelo grupo, foi inserido e lançado no álbum de vídeo da coletânea Best of RBD (2008).

## Faixas
"Rebelde" teve mais de uma versão. A edição padrão está inserida na edição padrão do álbum, enquanto que as demais versões foram apresentadas e lançadas posteriormente.
| Download digital |           |                                |               |         |  |
| N.º              | Título    | Compositor(es)                 | Produtor(es)  | Duração |  |
| 1.               | "Rebelde" | Carlos Lara [ a ] Max di Carlo | Lara di Carlo | 3:31    |  |

| Rebelde (versão em português) |           |                                       |               |         |  |
| N.º                           | Título    | Compositor(es)                        | Produtor(es)  | Duração |  |
| 1.                            | "Rebelde" | Lara di Carlo Cláudio Rabelo (versão) | Lara di Carlo | 3:31    |  |

| Rebelde (Versão cumbia) |           |                |               |         |  |
| N.º                     | Título    | Compositor(es) | Produtor(es)  | Duração |  |
| 1.                      | "Rebelde" | Lara di Carlo  | Lara di Carlo | 4:09    |  |

| Rebelde (Versão cumbia mix) |           |                |               |         |  |
| N.º                         | Título    | Compositor(es) | Produtor(es)  | Duração |  |
| 1.                          | "Rebelde" | Lara di Carlo  | Lara di Carlo | 4:09    |  |

## Outras versões
- Em outubro de 2021, o elenco principal da série mexicana Rebelde (2022) da Netflix lançou uma versão da canção presente no álbum Rebelde la Serie (Official Soundtrack).[13][14]
- O grupo musical de rock mexicano Moderatto lançou em 18 de agosto de 2022 uma versão de "Rebelde" em parceria com a cantora brasileira Paula Fernandes, a canção foi lançada como sétimo single do álbum Rockea Bien Duro (2022), lançado em homenagem ao grupo RBD.[15][16]

## Créditos de elaboração
Lista-se abaixo os responsáveis pela produção da canção, de acordo com uma adaptação do encarte oficial do disco Rebelde e do portal Allmusic Guide.
- Composição - Max di Carlo[a], Carlos Lara
- Produção - Armando Ávila, Carlos Lara, Max di Carlo, Pedro Damián
- Vocais - Anahí, Alfonso Herrera, Dulce María, Christian Chávez, Maite Perroni, Christopher von Uckermann

## Repercussão
A canção esteve presente em todos os álbuns de vídeo do grupo: Tour Generación RBD En Vivo (2005), Live in Hollywood (2006), Live in Rio (2007), Hecho en España (2007), Live in Brasília (2009) e Tournée do Adeus (2009).
O primeiro chart no qual a música figurou foi o Hot Latin Songs, da Revista Billboard, em 11 junho de 2005, no qual permaneceu por oito semanas. Em seguida, no dia 18 do mesmo mês e ano, foi registrado na tabela musical Latin Rhythm Airplay, também da Billboard, o aparecimento da canção na vigésima primeira (21) posição. Esta mesma posição foi alcançada pela canção na extinta Regional Mexican Songs. A canção alcançou a posição #1 apenas no México. Em 2012, a canção voltou a figurar nos charts pelo mundo, tendo figurado na posição de número 34 na Bulgaria Singles Top 40.
No Brasil, apesar de não ter sido registrado aparecimento da canção na tabela musical do país, a música chegou a receber a certificação especial de Disco de Ouro, pelos mais de 50 mil downloads pagos, de acordo com a Associação Brasileira dos Produtores de Discos (ABPD).
| País/Parada (2004-2005)                           | Melhor posição |
| ------------------------------------------------- | -------------- |
| México (AMPROFON)                                 | 1              |
| Bulgária (Bulgaria Singles Top 40)                | 34             |
| Estados Unidos (Billboard Latin Rhythm Airplay)   | 21             |
| Estados Unidos (Billboard Regional Mexican Songs) | 21             |
| Estados Unidos (Billboard Latin Pop Songs)        | 37             |

| Região                                                                                             | Certificação | Vendas  |
| -------------------------------------------------------------------------------------------------- | ------------ | ------- |
| Brasil (Pro-Música Brasil)                                                                         | Ouro         | 50,000* |
| *números de vendas baseados somente na certificação ^distribuições baseadas apenas na certificação |              |         |

## Prêmios e indicações
| Ano  | Prêmio            | Categoria           | Resultado |
| ---- | ----------------- | ------------------- | --------- |
| 2005 | Premios Oye!      | Video do Ano        | Indicado  |
| 2005 | Premios Oye!      | Canção do Ano       | Indicado  |
| 2005 | Premios Juventud  | La Más Pegajosa     | Indicado  |
| 2006 | Prêmio TVyNovelas | Melhor Tema Musical | Venceu    |